# Roper Highway
Roper Highway - droga stanowa nr 20 w Australii, na obszarze Terytorium Północnego. Droga łączy miejscowość Mataranka, przy skrzyżowaniu z drogą krajową Stuart Highway z osadą Ngukurr i drogą Numbulwar Road, prowadzącą do miejscowości Numbulwar, przy zatoce Karpentaria.